# 스웨덴 적십자 야전병원
스웨덴 적십자 야전병원 (Swedish Red Cross Field Hospital) 혹은 스웨덴 적십자 병원 (Swedish Red Cross Hospital)은 6·25 전쟁 당시 한국에 파견되었던 의료지원단이 운영했던 병원이다. 
1953년 7월 휴전 협정 체결 이후에는 부산 스웨덴 병원(Swedish Hospital in Pusan)으로 명칭을 바꾸고 민간구호에 주력하였다.

## 전쟁 중

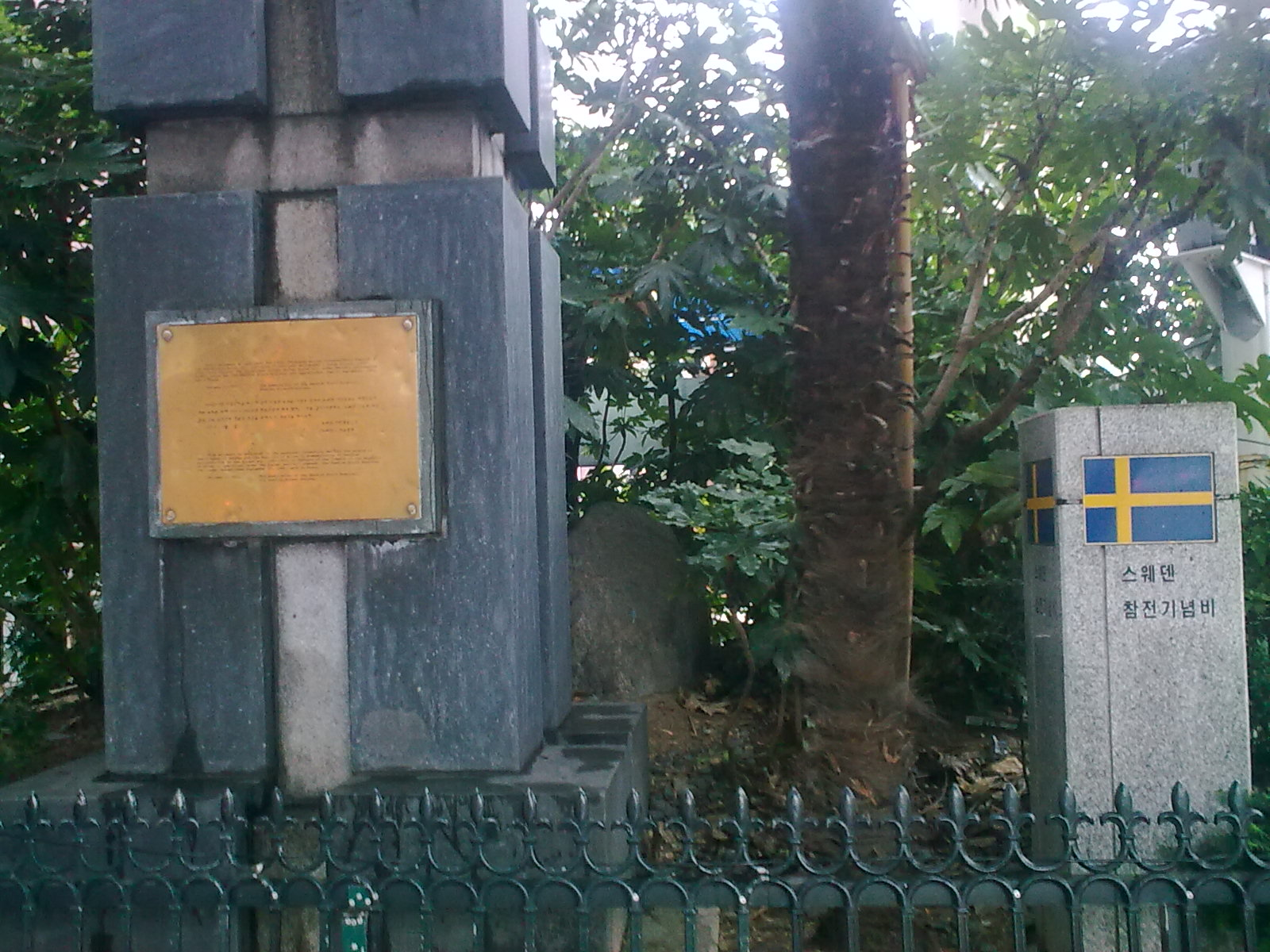
부산 롯데백화점 근처에 있는 스웨덴 의료지원 기념비

북한의 남침 이후 유엔 안전 보장 이사회는 모든 유엔 회원국에 한국 지원을 요청하는 결의안을 채택하였다. 이에 스웨덴 정부는 1950년 7월 14일 병상 200개 규모의 이동식 야전병원의 파견을 허가하였다. 구스타프 5세는 스웨덴이 병원의 비용을 부담할 것이라고 발표하였다.
스웨덴 적십자 야전병원(스웨덴의 한문 음차로 표기한 "서전병원"이라는 명칭으로 불리기도 하였다)은 1950년 9월 23일 한국에 도착하였고, 9월 25일부터 진료를 시작하였다. 스웨덴은 작지만 더 이동하기 편한 이동식 병원보다는 병상의 규모를 늘리는 것이 더 가치가 있을 것이라고 판단하여 원래 이동식 병원으로 현재 부산시민공원 위치인 캠프 하야리아 영내에 설치하려던 것을 부산상업고등학교에 병상 400개 규모의 병원을 설치하도록 결정하였고 10월 초 정식으로 병원을 개원하였다. 1958년까지 운영되었으며, 이후 부산의 한 중학교로 건물이 편입되었다. 교사 교실 30개를 개조하여 2개 병동과 16개 병실, 진찰실, 수술실로 사용하였으며, 운동장에는 퀀센을 설치해 간호사의 기숙사나 입원실, 식당 등의 용도로 사용하였다.
전쟁 기간 내내 400개 규모의 병상을 수용하였던 이 병원은 전쟁이 끝날 때 즈음에는 600개 병상으로 확대되었고, 스웨덴 적십자사에 소속되어 있었던 의사와 간호사 174명이 활동하였다.
스웨덴 적십자 야전병원이 치료했던 환자 중에 훗날 제3보병사단 사단장이 되는 박정인 소령도 있었다. 박정인 소령은 1953년 6월 관측 초소 (OP)에서 수류탄이 폭발하여 심각한 부상을 당하였고 스웨덴 적십자 야전병원에서 치료를 받고 구사일생을 살아났다.

## 종전 후
1953년 7월 휴전 협정 체결 이후에는 부산 스웨덴 병원(Swedish Hospital in Pusan)으로 명칭을 바꾸고 민간병원으로서 민간구호에 주력하였다. 1년 정도는 부상자들을 돌보며 민간인 난민과 가난한 사람들을 무료로 진료하였다. 이후 1955년 5월 원래 사용되었던 고등학교로 교사를 되돌려주고, 대연동에 있는 국립부산수산대학교로 그 위치를 옮겼다. 
1957년 3월 20일 폐원식과 함께 운영을 중단하고 의료진은 3월말 혹은 4월초 본국으로 철수하였다.
스웨덴의 소규모 자문단이 1958년 가을까지 한국에 머물면서 의료에 대한 조언(스칸디나비아 연수 병원으로 알려져 있었다)을 하였다.

### 국립의료원
한편 1951년, UN 의료지원단에 속해있던 스웨덴, 덴마크, 노르웨이는 1951년부터 한국의 붕괴된 의료 체계를 복구하기 위한 논의를 시작하였고, 1958년 스웨덴, 덴마크, 노르웨이 스칸디나비안 3국,  UN한국부흥위원회(UNKRA), 한국 정부는 3자 협력으로 스칸디나비아 교육병원을 세우기로 했다. 그리하여 1958년 10월 1일 을지로 6가에 있었던 서울시립시민병원 터에 국립중앙의료원이라는 이름으로 개원식을 가지고, 같은 해 11월 28일부터 진료를 시작하였다. 이후 1968년 한국 정부에서 운영권을 인수하였고, 베트남 전쟁, 아웅 산 묘역 테러 사건, 구자라트 지진 등의 사건 때 한국인을 파견하기도 하였다.

## 요약
- 입국: 1950년 9월 14일 (선발대) / 1950년 9월 23일 (본대)[12]
- 출국: 1957년 4월
- 병원 / 부대 운영기간: 1950년 9월 25일 (진료 시작) ~ 1957년 3월 25일 (폐원일)
- 활동 지역: 부산
- 파견 인원: 170 (근무인원) / 1,124 (연인원)
- 수상 내역:
  - 대통령표창: (1957-03-20)[13]

## 중립국 감독위원회
스웨덴은 20세기 주요 분쟁(제1차 세계 대전, 제2차 세계 대전, 6·25 전쟁) 당시 중립에 대한 명성 때문에 중립국 감독위원회 4개의 창립국 중 한 나라로 포함되었고, 판문점 휴전 협정을 집행할 때 스웨덴 군인 여러 명이 파견되기도 하였다.

## 같이 보기
- 6.25 전쟁 의료지원단 파견 국가
- 6.25 전쟁 유엔군 파병 국가

## 참고 문헌
- 6.25 전쟁과 유엔군 - 국방부 군사편찬연구소, 2015 (E-BOOK) 보관됨 2023-07-09 - 웨이백 머신
- 6.25 전쟁과 유엔군 - 국방부 군사편찬연구소, 2015 (PDF) 보관됨 2023-07-09 - 웨이백 머신
- 통계로 본 6.25 전쟁 - 국방부 군사편찬연구소, 2014 (E-BOOK) 보관됨 2023-07-09 - 웨이백 머신
- 통계로 본 6.25 전쟁 - 국방부 군사편찬연구소, 2014 (PDF) 보관됨 2021-01-11 - 웨이백 머신
- 유엔군 지원사 - 국방부 군사연구소, 1998 (E-BOOK) 보관됨 2023-07-09 - 웨이백 머신
- 유엔군 지원사 - 국방부 군사연구소, 1998 (PDF) 보관됨 2023-07-09 - 웨이백 머신
- 한국전쟁사 제11권 - 유엔군 참전편 (뉴질랜드, 필리핀, 남아프리카 공화국, 태국, 튀르키예, 영국, 미국, 덴마크, 인도, 이탈리아, 노르웨이, 스웨덴) - 국방부 전사편찬위원회, 1980 (E-BOOK) 보관됨 2023-07-07 - 웨이백 머신
- 한국전쟁사 제11권 - 유엔군 참전편 (뉴질랜드, 필리핀, 남아프리카 공화국, 태국, 튀르키예, 영국, 미국, 덴마크, 인도, 이탈리아, 노르웨이, 스웨덴) - 국방부 전사편찬위원회, 1980 (PDF) 보관됨 2023-07-09 - 웨이백 머신
- 한국전쟁 요약 - 국방부 전사편찬위원회, 1986 (PDF) 보관됨 2023-07-09 - 웨이백 머신

- The History of the UN Forces in the Korean War-3 (Belgium, Colombia, France, Greece, Luxembourg, Netherlands, Denmark, Italy, Norway, Sweden) - ROK Ministry of National Defense Institute for Military History, 1974 (E-BOOK) 보관됨 2023-07-09 - 웨이백 머신
- The History of the UN Forces in the Korean War-3 (Belgium, Colombia, France, Greece, Luxembourg, Netherlands, Denmark, Italy, Norway, Sweden) - ROK Ministry of National Defense Institute for Military History, 1974 (PDF) 보관됨 2023-06-05 - 웨이백 머신
- The History of the UN Forces in the Korean War-6 (Summary) - ROK Ministry of National Defense Institute for Military History, 1977 (E-BOOK) 보관됨 2023-07-09 - 웨이백 머신
- The History of the UN Forces in the Korean War-6 (Summary) - ROK Ministry of National Defense Institute for Military History, 1977 (PDF) 보관됨 2023-06-28 - 웨이백 머신

- 한국전쟁과 부산 스웨덴 적십자 야전병원의 의료구호활동
- 부산 스웨덴 적십자 야전병원 이야기